# Pedro Rincón-Gallardo y Rosso
Pedro Rincón-Gallardo y Rosso ( Santiago de Querétaro, Querétaro,8 de junio de 1834 - Ciudad de México, 1909) fue un militar aristócrata diplomático y político liberal mexicano. 

## Inicios
Pedro Maximino Francisco de Paula Rincón-Gallardo y Rosso nació el 8 de junio de 1834 en la ciudad de Santiago de Querétaro, en el seno de una familia aristocrática. Hijo de José María Rincón-Gallardo y Santos del Valle,II Marqués de Guadalupe Gallardo, uno de los principales latifundistas del occidente de México y su esposa Ana Rosso y Delgado.

## Carrera
Ingresó en el ejército republicano, siendo ascendido al rango de teniente coronel el 7 de agosto de 1863, en la ciudad de San Luis Potosí; fue premiado con la Condecoración de Segunda clase el 5 de agosto de 1867; llegó al rango de general.
Fue diputado en cuatro ocasiones, representando dos veces a Aguascalientes en el congreso constituyente de 1856, al Distrito Federal en la Cámara de Diputados en otras dos ocasiones y a San Luis Potosí en la Cámara de Senadores.
Representó al Gobierno de Porfirio Díaz como diplomático, ocupando desde el 15 de enero de 1891 hasta el 17 de julio de 1893 y desde el 26 de junio de 1900 hasta el 17 de julio de 1893 (?) el cargo de enviado extraordinario y ministro plenipotenciario de México ante el zar Nicolás II de Rusia.
Fue varias veces regidor y presidente del Ayuntamiento de México desde 1881 a 1883. También ocupó el cargo de Gobernador del Distrito Federal del 17 de julio de 1893 al 2 de agosto de 1896, durante la presidencia de Porfirio Díaz.
En 1881 fundó la Sociedad Mexicana de Carreras de México (Jockey Club), invitando a la élite de México a formar parte del club en la Sala de Cabildo del Ayuntamiento, instalándose posteriormente en la Casa de los azulejos. Estuvo a cargo del proyecto del Hipódromo de Peralvillo.
Falleció en la Ciudad de México en 1909 a la edad de 74 años, siendo enterrado en el Panteón Francés de la Piedad. 
| Predecesor: Manuel Terreros         | Gobernador del Distrito Federal 17 de julio de 1893 hasta 3 de agosto de 1896 | Sucesor: Nicolás Islas y Bustamante |
| Predecesor: Francisco Serapio Mora  | Misión Permanente de México en Rusia 15 de enero de 1891 hasta 17 de julio de 1893 | Sucesor: Manuel J. de Lizardi       |
| Predecesor: Manuel J. de Lizardi    | Misión Permanente de México en Rusia 26 de junio de 1900 hasta 11 de julio de 1903 | Sucesor: Miguel Covarrubias Acosta  |
| Predecesor: Alfonso Lancaster Jones | Misión Permanente de México en Londres designado el 23 de abril de 1903 acreditado: desde el 9 de octubre de 1903 hasta el 17 de abril de 1907. Renunció al cargo y de:Miguel de Béistegui y Septién quedó como encargado de negocios. | Sucesor: Miguel Covarrubias Acosta  |